# メル・ブランク
メル・ブランク（Mel Blanc、1908年5月30日 - 1989年7月10日）は、アメリカ合衆国の声優、俳優、コメディアン、司会者。カリフォルニア州のサンフランシスコ出身。代表作に、『ルーニー・テューンズ』のバッグス・バニー、ダフィー・ダック、トゥイーティー、『原始家族フリントストーン』のバーニー・ラブルなどがある。

## 人物
カリフォルニア州・サンフランシスコ北部で生まれ、オレゴン州ポートランドで育つ。リンカーン高校卒業後、カリフォルニア州ロサンゼルス・ハリウッドに移住し、そこで妻となる女性と知り合い、1933年に結婚。
1927年から音楽家・声優・俳優としてラジオを中心に活動。1933年からラジオ出演の為、ポートランドに戻っていたが、その番組が1935年に終了した後はロサンゼルスに再び移住。
ワーナー・ブラザース作品によく出演しており、1人で複数の役を務めることも少なくなかった。また、1960年代からは、ハンナ・バーベラ・プロダクション制作のテレビアニメにも出演し始め、『原始家族フリントストーン』、『秘密探偵クルクル』、『ペネロッピー絶体絶命』などで、主演はもちろんのこと、脇役にいたるまで様々な役を演じた。
1961年にロサンゼルス・サンセット大通りで交通事故に遭い、昏睡状態となる。回復は絶望的とされ、一部新聞では死亡したと報道されたが、事故の3週間後に意識を回復し、声優に復帰。
1989年5月19日に体調不良を訴えシーダーズ・シナイ医療センターに入院したものの、7月10日に心臓病の為、死去。墓はハリウッド・フォーエバー墓地にある。
歌手としても1948年に「The Woody Woodpecker Song」（ウッディー・ウッドペッカーのテーマ曲。「Mel Blanc & The Sportsmen」名義。ケイ・カイザー、ダニー・ケイ & アンドリューズ・シスターズらとの競作）、1951年に「I Tawt I Taw a Puddy Tat」（トゥイーティーのテーマ曲）などをヒットさせている。
息子は声優のノエル・ブランク。

## 受賞歴
- 1977年アニー賞ウィンザー・マッケイ賞[7]

## 出演作品

### アニメ映画

#### 1937年
- ルーニー・テューンズとメリー・メロディーズの短編映画シリーズ（バッグス・バニー、ダフィー・ダック、ポーキー・ピッグ、スピーディー・ゴンザレス、トゥイーティー、シルベスター・キャット、エルマー・ファッド、ヨセミテ・サム、フォグホーン・レグホーン、マービン・ザ・マーシャン、ワイリー・コヨーテ、ペペ・ル・ピュー、ロード・ランナー、シルベスターJr.、ロッキー、マグジー、バーンヤード・ドッグ、ヘンリー・ホーク、グーフィー・グーファーズ他）

#### 1938年
- オズワルド・ザ・ラッキー・ラビットシリーズ（オズワルド・ザ・ラッキーラビット）
- クレイジー・カットシリーズ（クレイジー・カット）

#### 1939年
- 動物たちの国づくり

#### 1940年
- ウッディー・ウッドペッカーシリーズ（ウッディー・ウッドペッカー他）
- ピノキオ（ギデオンのシャックリ）
- The Bookworm Turn（カラス、ジキル博士他）

#### 1942年
- Mother Goose on the Loose（リトル・ジャック・ホーナー）
- Speaking of Animals and Their Families（動物たち）
- 腹ぺこオオカミとウサギの坊や（英語版）（オオカミ）

#### 1943年
- Private Snafu Series（スナフー一等兵、バッグス・バニー(カメオ出演)他）

#### 1944年
- Jasper Goes Hunting（バッグス・バニー(他社の映画にカメオ出演)）

#### 1946年
- トムとジェリーシリーズ（トム、ジェリー、ブルドック他）

#### 1951年
- ふしぎの国のアリス（ディナ）

#### 1962年
- Gay Purr-ee（ブルドッグ）

#### 1966年
- ピンクパンサー（ピンクパンサー）

### テレビアニメ

#### 1957年
- ウッディー・ウッドペッカー・ショー（ウッディー・ウッドペッカー）

#### 1958年
- クマゴロー（アディショナル・ボイス）

#### 1960年
- 近眼のマグー(タイクーン・マグー)
- 原始家族フリントストーン（バーニー・ラブル、ディノ他）
- ディック・トレイシー（フラットトップ、ビービーアイズ、ゴーゴー・ゴメス警部（パイロット版のみ）、ミスター・エイブル・セイブル等）
- バッグス・バニー・ショー（バッグス・バニー、ダフィー・ダック、ポーキー・ピッグ、エルマー・ファッド、ヨセミテ・サム、トゥイーティー、シルベスター・キャット、スピーディー・ゴンザレス、ペペ・ル・ピュー、ロード・ランナー、ワイリー・コヨーテ、フォグホーン・レグホーン、マービン・ザ・マーシャン他）

#### 1962年
- 宇宙家族ジェットソン（Mr.スペースリー他）
- ワニのワリー（カーネル他）
- リッピーとハーディー（ハーディー）
- About Time（全アニメーションキャラクター）
- The New Hanna-Barbera Cartoon Series（ハーディー）

#### 1964年
- ポーキー・ピッグ・ショー（ポーキー・ピッグ、ダフィー・ダック、グーフィー・グーファーズ、マービン・ザ・マーシャン、チャーリー・ドッグ他）
- The Peter Potomus Show（Sneezly Seal）

#### 1965年
- トムとジェリー（トムの悲鳴）
- 秘密探偵クルクル（クルクル）
- The Magilla Gorilla（人々）

#### 1966年
- The Road Runner Show（ロード・ランナー、ワイリー・コヨーテ）
- The Man Called Flintstone（バーニー・ラブル、ディノ他）

#### 1967年
- アボットとコステロ（アディショナル・ボイス）
- The Atom Ant/Secret Squirrel Show（クルクル）

#### 1969年
- ピンクパンサー（ドランク、妻）
- ペネロッピー絶体絶命（ワルコンビ、ケラリゴン）

#### 1970年
- Tales of Wasington Irving（声）

#### 1971年
- The Pebbles and Bamm-Bamm Show（バーニー・ラブル）

#### 1972年
- The ABC Saturday Superstar Movie（ダフィー・ダック、ポーキー・ピッグ、エルマー・ファッド、ヨセミテ・サム、トゥイーティー、シルベスター・キャット、ロードランナー、ワイリー・コヨーテ、ペペ・ル・ピュー、フォグホーン・レグホーン、チャーリー・ドッグ、クルクル）
- The Flintstone Comedy Hour（バーニー・ラブル）
- The New Scooby-Doo Movies（スピードバギー、スコーピオン・トレーナー他）

#### 1973年
- 爆走バギー大レース（スピードバギー）
- クマゴローの大冒険（クルクル）
- The Cricket in Times Square（Tucker the Mouse）

#### 1974年
- The Electric Company（ワイリー・コヨーテ）

#### 1975年
- The Hoober-Bloob Highway（Bub）
- Yankee Doodle Cricket（Tucker the Mouse,Rattlesnake,Bald Eagle）

#### 1976年
- The Sylvester & Tweety Show（トゥイーティー、シルベスター・キャット）

#### 1977年
- Bugs Bunny in Space（バッグス・バニー、ダフィー・ダック、ポーキー・ピッグ、マービン・ザ・マーシャン）
- Bugs Bunny's Easter Special（バッグス・バニー、ダフィー・ダック、イースターバニー、シルベスター・キャット、ペペ・ル・ピュー他）
- Bugs Bunny's Howl-oween Special（バッグス・バニー、ダフィー・ダック、ポーキー・ピッグ、ヨセミテ・サム、トゥイーティー、シルベスター・キャット、スピーディー・ゴンザレス、ジキル博士他）
- A Flintstone Christmas（バーニー・ラブル）
- Fred Frintstone and Friend（バーニー・ラブル、ディノ）

#### 1978年
- クマゴローの宇宙猛レース（Quack-Up）
- All-Star Comedy Ice Revue（バーニー・ラブル）
- Bugs Bunny in King Arthur's Court（バッグス・バニー、ダフィー・ダック、ポーキー・ピッグ、エルマー・ファッド、ヨセミテ・サム）
- Galaxy Goof-Ups（Quack-Up）
- How Bugs Bunny Won the West（バッグス・バニー、ダフィー・ダック、ポーキー・ピッグ、ヨセミテ・サム）
- The Daffy Duck Show（ダフィー・ダック、ポーキー・ピッグ、ヨセミテ・サム、トゥイーティー、シルベスター・キャット、スピーディー・ゴンザレス、フォグホーン・レグホーン、ペペ・ル・ピュー）
- The Flintstones Little Big League（バーニー・ラブル）

#### 1979年
- バッグス・バニーのクリスマス（バッグス・バニー、ポーキー・ピッグ、トゥイーティー、シルベスター・キャット、ヨセミテ・サム、フォグホーン・レグホーン、ペペ・ル・ピュー、エルマー・ファッド、タズマニアン・デビル、サンタクロース他）
- Bugs Bunny's Thanksgiving Diet（バッグス・バニー、ポーキー・ピッグ、ヨセミテ・サム、トゥイーティー、シルベスター・キャット、ワイリー・コヨーテ、タズマニアン・デビル）
- Bugs Bunny's Valentine（バッグス・バニー、ダフィー・ダック、エルマー・ファッド、キューピッド）
- Fred and Barney Meet the Shmoo（バーニー・ラブル、ディノ）
- Fred and Barney Meet the Thing（バーニー・ラブル、ディノ）
- The Bugs Bunny Mother's Day Special（バッグス・バニー、ダフィー・ダック、シルベスター・キャット、フォグホーン・レグホーン）
- The New Fred and Barney Show（バーニー・ラブル）

#### 1980年
- Daffy Flies North（ダフィー・ダック他）
- Daffy Duck's Easter Show（ダフィー・ダック、シルベスター・キャット、スピーディー・ゴンザレス、フォグホーン・レグホーン他）
- Daffy Duck's Thanks-for-Giving Special（ダフィー・ダック、ポーキー・ピッグ、マービン・ザ・マーシャン、ゴッサマー、JL他）
- The Bugs Bunny Mystery Special（バッグス・バニー、ポーキー・ピッグ、エルマー・ファッド、ヨセミテ・サム、シルベスター・キャット、トゥイーティー、ワイリー・コヨーテ、ロッキー、マグシー他）

#### 1981年
- Bugs Bunny: All American Hero（バッグス・バニー、ポーキー・ピッグ、ヨセミテ・サム、トゥイーティー、シルベスター・キャット、クライド・ラビット）
- The Sylvester & Tweety, Daffy & Speedy Show（ダフィー・ダック、スピーディー・ゴンザレス、トゥイーティー、シルベスター・キャット、ヘクター他）
- Trollkins（アディショナル・ボイス）

#### 1982年
- Bugs Bunny's Mad World of Television（バッグス・バニー、ダフィー・ダック、ポーキー・ピッグ、ヨセミテ・サム、ペペ・ル・ピュー）
- Yogi Bear's All-Star Comedy Christmas Caper（バーニー・ラブル、ブルドッグ、管理人）

#### 1988年
- Rockin' with Judy Jetson（ミスター・スペースリー）

#### 1989年
- Bugs Bunny's Wild World of Sports

### 劇場用長編アニメ映画
- ピノキオ（1940年）（ギデオンのしゃっくり、フィガロの鳴き声）

- ふしぎの国のアリス（1951年）（ディナ）
- Gay Purr-ee（1962年）（ブルドック）
- バッグス・バニー スーパー・スター（英語版）（1975年）
- スペースファミリー/ジェットソンズ（1990年）（Mr.スペースリー）※遺作、生前に未収録だった台詞はジェフ・バーグマンが担当

### ゲーム
- バッグス・バニー・イン・ロスト・タイム（ヨセミテ・サム）※ライブラリー出演

### 実写映画
- Two Guys from Texas（1948年）（バッグス・バニーの声）※カメオ出演
- 夢はあなたに（1949年）（バッグス・バニー、トゥイーティーの声）※カメオ出演
- 水着の女王（1949年）（Pancho）
- ティファニーで朝食を（1961年）※カメオ出演
- ねえ!キスしてよ!（英語版）（1964年）（Dr. Sheldrake）
- ロジャー・ラビット（1988年）（バッグス・バニーの声、ダフィー・ダックの声、ポーキー・ピッグの声、トゥイーティーの声、シルベスター・キャットの声）
- フリントストーン/モダン石器時代（1993年）（ディノの声）※ライブラリー出演
- フリントストーン2/ビバ・ロック・ベガス（2000年）（ディノの声）※ライブラリー出演

### ラジオドラマ
- ザ・ミッキー・マウス・シアター・オブ・ザ・エアー（市長）

### CM
- アメリカン・エキスプレス
- ジェネラル・フーズ
- ソニー
- ケンタッキーフライドチキン
- ポスト・シリアル（英語版）

## ディスコグラフィー

### シングル・EP
- Woody Woodpecker/I'd Love To Live In Loveland With A Girl Like You(1948年、キャピトル・レコード)
- That's All Folks!/Won't You Ever Get Together With Me(1948年、キャピトル・レコード)
- Woody Woodpecker And His Talent Show(1949年、キャピトル・レコード)
- Toot, Toot, Tootsie(Good-Bye)/I've Got A Lovely Bunch Of Coconuts(1949年、キャピトル・レコード)
- I'm Just Wild About Animal Crackers/Big Bear Lake(1949年)
- Bugs Bunny Meets Hiawatha(1950年、キャピトル・レコード)
- Tweetie Pie(1950年、キャピトル・レコード)
- I Taut I Taw A Puddy Tat/I'm Glad That I'm Bugs Bunny(1951年、キャピトル・レコード)
- I Tawt I Taw A Puddy Tat/Yosemite Sam(1951年、キャピトル・レコード)
- I Tan't Wait Till Quithmuth/Christmas Chopsticks(1951年、キャピトル・レコード)
- Tweety's Puddy Tat Twoubles(1951年、キャピトル・レコード)
- Woody Woodpecker And The Scarecrow(1952年、キャピトル・レコード)
- Bugs Bunny And Aladdin's Lamp(1952年、キャピトル・レコード)
- Tweet, Tweet, Tweety(1952年、キャピトル・レコード)
- Woody Woodpecker And His Spaceship(1953年、キャピトル・レコード)
- The Little Red Monkey(1953年、キャピトル・レコード)
- Bugs Bunny and The Pirate(1954年、キャピトル・レコード)
- Money/Polly, Pretty Polly(1954年、キャピトル・レコード)
- The Lady Bird Song/I Dess I Dotta Doe(1954年、キャピトル・レコード)
- Pancho's Christmas/ The Hat I Got For Christmas Is Too Beeg(1958年、キャピトル・レコード)
- The Hat I Got For Christmas Is To Beeg(1958年、キャピトル・レコード)
- I Tawt I Taw A Puddy Tat(1958年、キャピトル・レコード)
- Woody Woodpecker And The Lost Monkey(1959年、キャピトル・レコード)
- Tweety's Good Deed(1963年、キャピトル・レコード)
- Get That Pet(1973年、ピーターパン・レコード)

### アルバム
- Bugs Bunny, Daffy Duck, Porky Pig, Elmer Fudd In Warner Bros. Looney Tunes And Merrie Melodies(1947年、キャピトル・レコード)
- Bugs Bunny Meets Elmer Fudd (Part Ⅱ)/Porky Pig In Africa (Part Ⅰ)(1947年、キャピトル・レコード)